# Мегалитический комплекс Псенако I
Мегалитический комплекс Псенако I — дольмен конца первой половины III тыс. до н. э, находящийся в 23 км от Туапсе, в 0,7 км к северу от посёлка Анастасиевка в Туапсинском районе, на правом берегу реки Пшенахо. Открыт в 1972 году М. К. Тешевым, исследован совместно с В. И. Марковиным (1983—1985 гг.).

## Название
Комплекс носит имя расположенной поблизости реки. «Псенако» означает с адыгского «долина родников».

## Описание
Псенако I является плиточным портальным дольменом, который предполагается, что сооружён на месте святилища майкопской культуры, а затем новосвободненской и дольменной культур. Этот дольмен находится под толосом, от которого отходит дромос, который накрыт гидроизоляционным глиняным куполом. Дромос также был прикрыт глиной.
Высота кургана около 4,8 м, прибл. диаметр насыпи около 57 м.
Многие дольмены находятся в каирне, они обложены камнями по крышу или даже немного выше. Некоторые дольмены прикрывает земляная насыпь. Изредка фасад дольмена был открытым. Известен единственный случай в Псенако I, где дольмен не был засыпан камнем. Над дольменом было подобие купола, то есть толос, который был сооружён методом ложного свода.